# 你的愛情月曆
《你的愛情月曆》（日语：君恋カレンダー）是佐香智久的第4張單曲。

## 解説
與3rd單曲「半分子」相隔約2個月發售。

## 收錄曲
全編曲：Sorao Mori
1. 君恋カレンダー
作詞：佐香智久、Tomoyuki Ogawa／作曲：Tomoyuki Ogawa
2. また明日
作詞：佐香智久、Tomoyuki Ogawa／作曲：Tomoyuki Ogawa
  - 「PUMA×ABC MART」宣傳活動合作歌曲
3. 嘘つき 
作詞・作曲：佐香智久
4. 君恋カレンダー(INSTRUMENTAL)
5. また明日(INSTRUMENTAL)
6. 嘘つき (INSTRUMENTAL)